# Grand Couloir
Grand Couloir (także: Couloir du Goûter, potocznie: Kuluar Rolling Stones, Żleb Śmierci) – żleb, który trzeba przetrawersować wchodząc na Mont Blanc drogą normalną. Znajduje się on w zachodniej ścianie Aiguille du Goûter. Trawers żlebu znajduje się na odcinku pomiędzy schroniskiem Refuge de Tete Rousse (3167 m n.p.m.) a Refuge du Gouter (3815 m n.p.m.). 

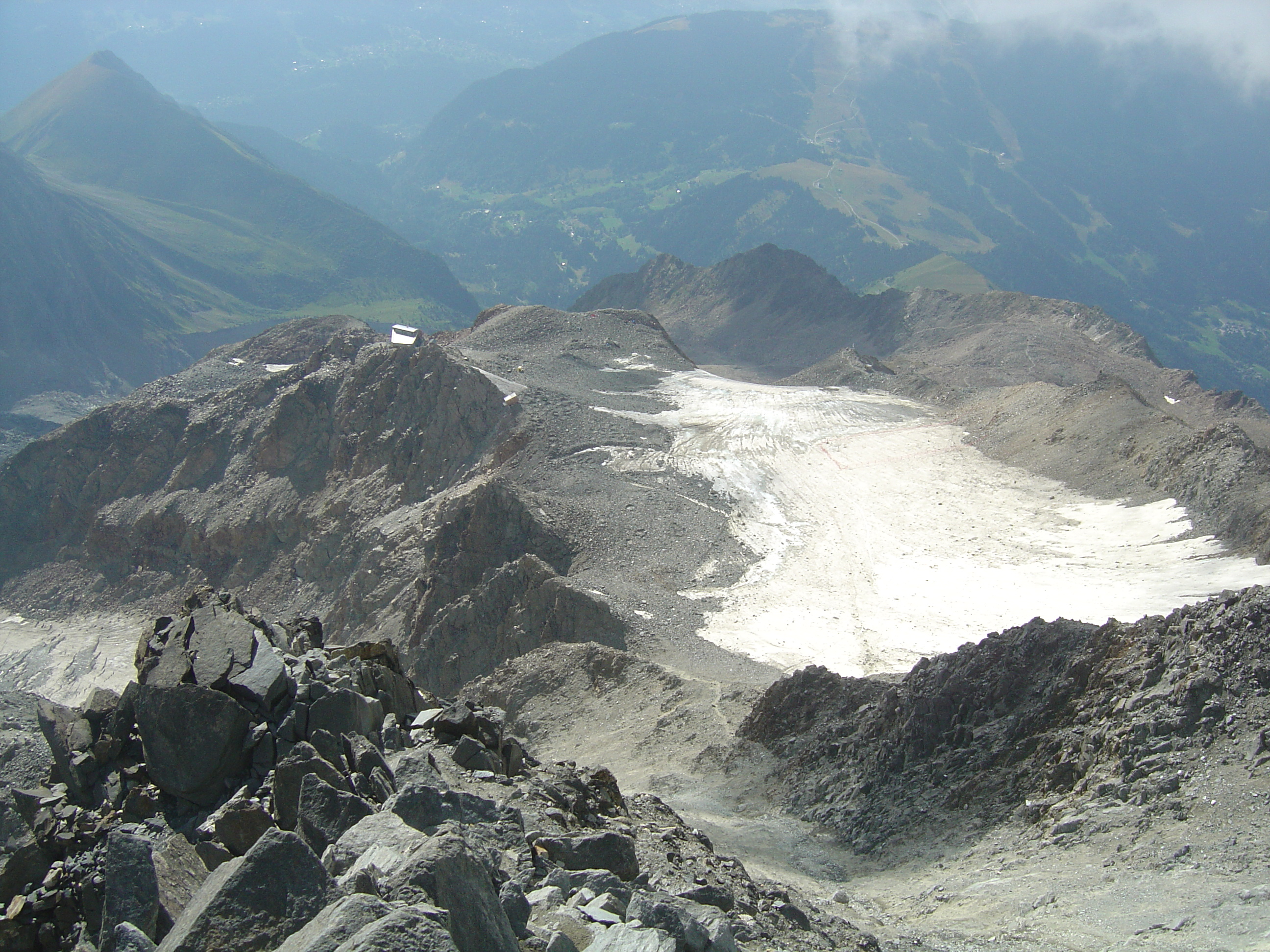

Jego zła opinia bierze się z niebezpieczeństw powodowanych przez spadające z góry kamienie, bloki skalne, bryły lodowe i lawiny śnieżne. Najczęściej wytapiane są one z lodu przez słońce, bądź strącane przypadkowo przez wspinaczy znajdujących się na orograficznie lewym żebrze powyżej trawersu.
Trawers znajduje się na wysokości 3340 m n.p.m. Nachylenie ściany ma w tym miejscu 48 stopni. Długość trawersu wynosi około 50 metrów, w żlebie znajduje się stalowa lina, która ma na celu podniesienie bezpieczeństwa. Jest ona jednak powieszona zbyt wysoko i wielu wspinaczy rezygnuje z wpięcia się do niej. 

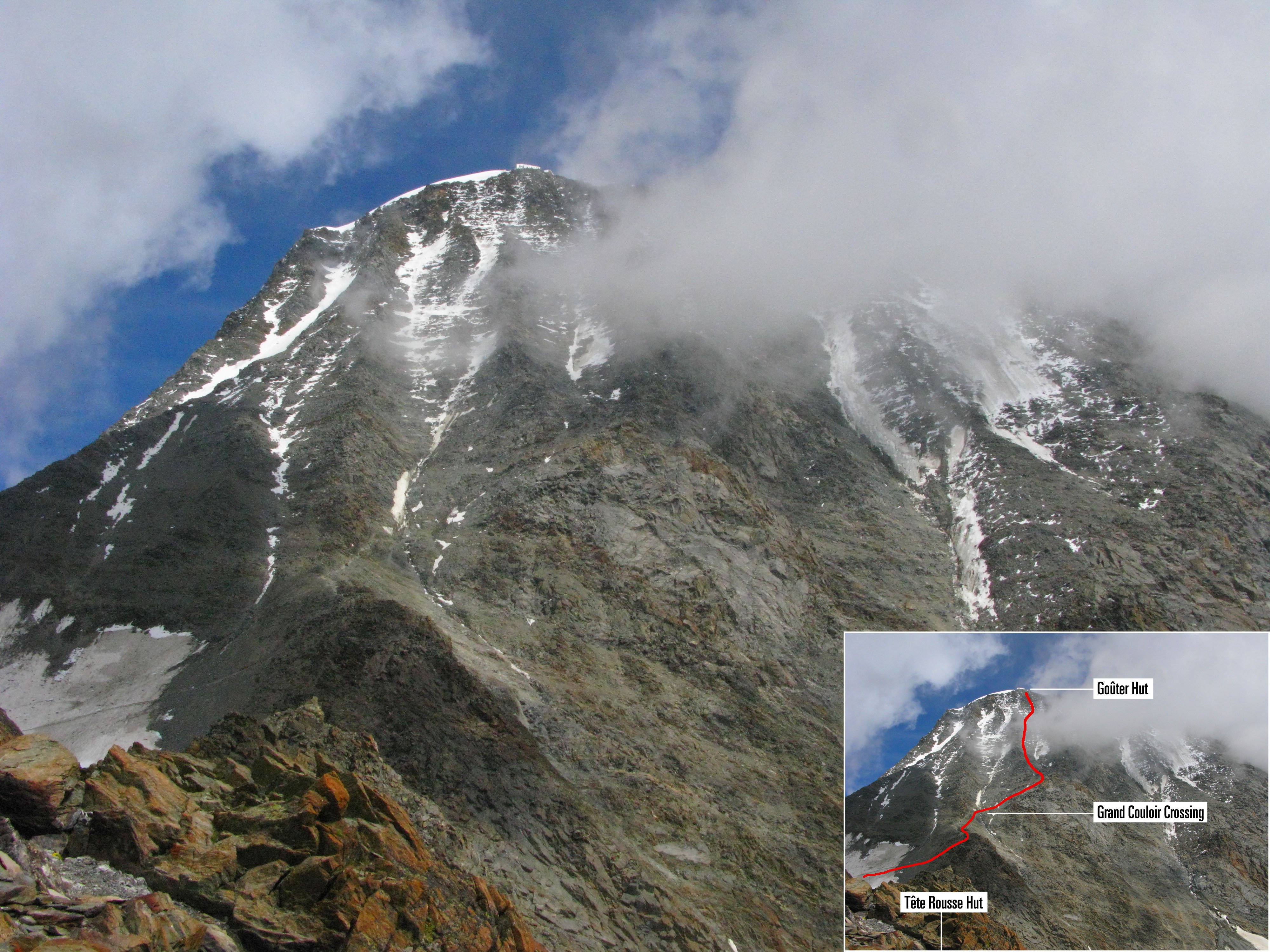

W trakcie pokonywania kuluaru zdarzało się wiele wypadków. Jest to potencjalnie jedno z najniebezpieczniejszych miejsc na drodze normalnej prowadzącej na Mont Blanc.
W lipcu 2015 z powodu bardzo dużej ilości spadających kamieni droga i schronisko Gouter zostały czasowo zamknięte. 